# 井上清 (時計職人)
井上 清（いのうえ きよし、1897年〈明治30年〉4月 - 1996年〈平成8年〉9月30日）は、日本の時計職人。北海道札幌市のシンボルともいえる札幌時計台の修理を1933年（昭和8年）に始め、以来、3日に一度は必ず時計台の保守を行う作業を、半世紀にわたって無償で手掛け、「時計台のお医者さん」と呼ばれた。長男は同じく時計台の保守を手掛けた時計職人の井上和雄。

## 経歴

### 誕生 - 職人の道へ
1897年（明治30年）4月に、北海道札幌郡広島村（後の恵庭市）で誕生した。小学校を卒業後、自らの意思で、進学ではなく就職の道を選んだ。
実家は祖父の代に山口県から北海道に入植した家で、父は旧国鉄の職員であったが、その仕事を嫌ったこと、機械いじりが好きだったことで、16歳で時計店に務めた。1928年（昭和3年）に独立、札幌市中央区に「井上時計店」を開業し、持ち込まれる時計の修理に明け暮れる日々を送った。

### 札幌時計台
札幌時計台は、腕時計の普及していない時代に鐘の音で時刻を報せ、札幌の住民たちに愛されており、井上もまた子供の頃から、その鐘の音に親しんでいた。しかし井上が開業した時代には、すでに故障したまま放置されていた。井上は同業の知人たちに「力を合わせて直そう」と呼びかけたが、「金にならないのでは仕方ない」との返事ばかりであった。当の井上自身も開業して間もなく、自身の仕事で手いっぱいであった。
1933年（昭和8年）秋、いつものように時計台の前を通りかかると、時計の文字盤のそばにあるガラス窓の破損に気がついた。井上は、「雨風が中に吹き込めば機械が錆びつく」と気づき、札幌市役所へ駆け込んで「すぐに修理させてください」と訴えた。
役人は「修理の予算がない」と言ったが、井上は「金はいらない」と、無償での修理を申し出た。なおも「時計台の中に入るためには手続きが必要」という役人に対して、井上は「放っていたら時計が壊れてしまう」「一刻も早く重病人の手当てをしなければならない」「重病人を見殺しにできるか」と力説した。
この井上の熱意に押されて、役人は井上を時計台の内部へ招いた。井上の想像通り、機械は錆びつき、埃にまみれ、到底、時計として動く状態ではなかった。井上は修理にとりかかり、何日もかかって機械の錆びを落とした。こうして時計台は再び、札幌の街に鐘の音を響かせるようになった。
井上は以来、手弁当で、3日ごとに時計台に通った。時計を動かすには重りを巻き上げる必要があり、3日も放置すると時計は鳴らなくなるため、3日ごとに重りを巻き上げることを自らに科した。150キログラムと50キログラムの重りをワイヤーで吊り上げ、重力で針を動かす仕組みであり、ワイヤーで重りを巻き上げるには、約2時間を要し、額に汗しての作業であった。重り以外にも、各部の点検、秒差の修正など、大量の作業があった。
風や雪で文字盤の針が狂うと、すぐに駆けつけ、大雨や地震のときも駆けつけた。いつしか井上は、札幌の住民たちから「時計台のお医者さん」と呼ばれるようになった。

### 戦中 - 戦後
1941年（昭和16年）、戦争の激化につれ、時計台の建物に軍隊が泊まり込むようになった。井上が時計台の中に入ることはできず、鐘は鳴らなくなった。1945年（昭和20年）に終戦を迎え、井上は再び時計台に入ることができた。予想通り、機械は停止していた。井上は、鐘の音も人の命も奪った戦争に対して、憎しみと怒りを込め、鐘を鳴らし、死んだ人たちのために祈った。そしてまた、修理をしにまた通う日が続いた。終戦直後の1947年（昭和22年）からは、長男の井上和雄も仕事を手伝った。
日本が連合国軍最高司令官総司令部の施政下にあった1948年（昭和23年）から1951年（昭和26年）の4年の間、サマータイムが実施され、サマータイムの開始日と終了日の年2回、午前0時に時計を調節する作業が必要だった。何かあればすぐ駆けつけられるようにするため、仕事の場合を除き、泊りがけの旅行はできなかった。
戦後の復興期を経て、昭和中期頃には、時計台は次第に札幌の名物となった。1963年（昭和38年）11月には「わたしたちは、時計台の鐘がなる札幌の市民です」との札幌市民憲章も制定された。井上にとって、札幌のシンボルたる時計台を自分が守り続けているという誇りが、自身の作業を支え続けた。重りの巻き上げを電動モーターで自動化する案もあったが、井上は「重りを手で巻き上げ、いつも機械を掃除するからこそ丈夫」と訴え、この案を退け続けた。

### 晩年
時計台近隣の街の発展につれ、札幌の新たな街づくりの一環として、時計台移転が発案された。時計台は、かつては周囲を見渡すことのできる広い土地に建っていたが、それがビルの谷間に沈みこんだ姿となったため、「円山公園や中島公園へ移転するべき」と、具体案まで現れた。これには井上を始めとする多くの市民が猛反対し「時計台は立ちはだかるビルの間にあってこそ生きた歴史」「移されたものは命のない追憶でしかない」と訴えた。1976年（昭和41年）に移転問題は解決、札幌市議会において永久保存が決定した。
1978年（昭和53年）10月、札幌市民会館で開催された時計台創建百年記念式典に出席し、「長年にわたって時計台の世話を続けた時計師」として表彰された。この式典で、声楽家の高階満寿が時計台を題材に歌った『時計台の鐘』の歌声を間近で聞くことができ、鐘の音を守り続けてきた満足感に心を震わせた。式典後、井上は高階から何度も労を労われて、「あの曲に恥じない仕事を」と願った。
1981年（昭和56年）、狸小路の井上時計店が火災で焼失した。このときも、井上は時計台のことが片時も頭を離れることがなく、店から真っ先に持ち出したのが、時計台の修理用の7つ道具であった。誰にも渡すことのなかった時計台の鍵を、火災の最中に紛失したが、偶然にも焼け跡から鍵を見つけ出すことができた。この火災の後、多くの人々が井上を「時計台のお医者さん」として激励し、店も周囲からの支援により再建できたが、このことを機に、翌1982年（昭和57年）4月、50年にわたって続けた時計台の保守を長男の和雄に引き継ぎ、85歳で現役を引退した。
引退後も何度か時計台の中に入っており、ようやく諦めたのは93歳頃であった。最晩年は自宅で静養しながらも、正確に時計台が時を刻むかどうか気にかけていた。1995年（平成7年）より時計台の大改修が開始されて、改修中盤の翌1996年（平成8年）8月8日、老衰のため入院した。
改修された時計台の姿を目にすることなく、同1996年9月30日、札幌市南区の病院で、家族らに看取られつつ、心不全により99歳で死去した。札幌市の文化財課長である畑茂士は「今の時計台があるのも清さんと和雄さんのおかげ」と、その死を偲んだ。
墓碑は札幌市中央区の円山墓地にある。なお偶然ではあるが、植物学者の宮部金吾はかつて演武場時代の時計台で学んでおり、宮部の墓碑は井上の墓碑の近隣に建立されている。

## 人物
自分の信念を曲げない職人気質で、非常に頑固な性格であった。長男の井上和雄によれば、父としては「小言ばかりの厳格な父親」であり、職人としては「型破りな人生だったが、仕事に対して厳しく、誇りを持っていた仕事師」であった。仕事に妥協せず、和雄に「お前は時計屋に向いていない」と言ったこともあり、気に入らないと拳骨を飛ばした。1950年代に札幌で映画の撮影があり、撮影陣から台本の都合で「時計の針を動かしてほしい」と、井上の不在時に依頼され、和雄がやむなくそれに従ったときには、帰宅後の井上が「馬鹿もーん!」と怒鳴りつけたこともあった。「手入れは90歳までやる」とも言っており、その年齢の前に和雄が札幌市より外郭団体の嘱託職員に任命されたときは、自分の仕事を取り上げられたか、少し機嫌が悪かったという。その後の90歳のときにも「お前のやり方は生ぬるい」と、当時60歳の和雄を拳骨で殴ったこともあった。
自分の時計店には数人の職人を抱えていたが、商売人肌ではなく、時計台に最も情熱を注いでいた。店は最新鋭の工具を揃えた修理場が半分を占め、一般の時計店のような華やかさはなく、「頑固ばかりだから店を見ろ」と陰口を叩かれたこともあった。弟子の1人によれば、修理を終えた時計を見てもらうと、黙って返されてやり直しをさせられ、どこが悪いとは決して教えなかった。時計職人としての仕事以外でも頑固さは変わらず、町内会の会合でも筋を曲げず、落語の小言幸兵衛に準えて「狸小路の幸兵衛」と言われた。家族にすら柔和な顔を見せることがなかったが、友人と酒を酌み交わすときには、先述の歌「時計台の鐘」を好んで歌った。また時計台百周年で表彰されたときには、頑固一徹の井上も、さすがに感無量の面持ちであった。
「いい仕事でなければ仕事ではない」「止まった時計は時計ではない。休めない機械。だから（我々も）休めない」が口癖であり、長男の和雄へは「きちっとやれ。間違いなくやれ。ちゃんとやってるか」が口癖だった。時計台の機械室には「最後の点検怠るな。後世後輩に良き手本を示せ」の言葉が遺されている。

## 受賞・表彰歴
- 1969年（昭和44年） - 勲七等瑞宝章[6][35]
- 1976年（昭和51年） - 北海道文化財保護功労者[6][21]
- 1978年（昭和53年） - 時計台創建百年特別表彰[30][31]
- 1983年（昭和58年） - 平和堂貿易 時の功労賞[42]（時間に関する社会貢献者へ贈られる賞）